# Monastère de Nazareth - Angers
Le monastère de Nazareth est un couvent appartenant à la Congrégation de Notre-Dame de Charité du Bon Pasteur. Il est situé à 2 km de la Maison-Mère, à l'ouest d'Angers, dans le quartier du même nom. Le lieu est acheté en 1846 par Sainte Marie Euphrasie Pelletier. La propriété contenait[Quand ?] notamment  des champs d'agriculture et de l'élevage. 
En 2019, les quatre dernières sœurs y logeant on rejoint la Maison-Mère, impasse de Tournemine, le lieu fut racheté par un bailleur social en attente d'un projet immobilier.

## Histoire du monastère

### XIXesiècle
En mai 1846, Marie-Euphrasie Pelletier achète pour la communauté une propriété avec des champs et des animaux de 25 hectares. Elle se situe sur le quartier de Nazareth à Angers, et correspond à l'époque aux Grandes et Petites Gouronnières et à la Potherie. Sur place, elles y trouvent des provisions pour la communauté : pommes de terre, bois, fourrage et fruits. En 1848, les ouvriers se révoltent, certaines maisons du Bon-Pasteur sont touchées et contraintes à la fermeture : c'est la Révolution de Printemps. En 1858, 1 000 personnes sont à la Maison-mère. Le monastère est alors en autonomie alimentaire et vend le surplus dans sa propre boucherie.
Marie-Euphrasie Pelletier fait du monastère de Nazareth une colonie agricole comme l'autorise la loi du 5 août 1850. L'objet de cette loi ouvre au secteur privé la gestion de centres pénitentiaires. À partir du 21 avril 1852 naît la "Colonie agricole de Nazareth" où de jeunes femmes détenues sont formées aux travaux de la campagne tout en recevant une éducation morale, religieuse et professionnelle. En 1853, 75 jeunes filles viennent de la prison de Rennes, 100 de Clairvaux en 1854 et 34 de Marseille en 1861. 
La colonie s'arrête en 1885 lorsque le gouvernement retire les jeunes délinquantes des maisons religieuses.
Le monastère accueille à partir de cette époque, dans les bâtiments des Genêts et des Bruyères, des enfants de familles en difficultés confiés par des organismes sociaux ou le ministère de la Justice.

### XXesiècle
La ferme de Nazareth cesse d'être exploitée et la communauté revend à la ville des terrains entre 1977 et 1989. Un quartier naît autour du monastère et des relations se développent. 
En 1962, un foyer est inauguré à l'entrée du monastère et accueille des jeunes filles proches de la majorité qui commencent à travailler. En 1979, la supérieure provinciale crée une communauté de religieuses qui partagent la vie de personnes en difficulté, ainsi naît en 1980 le foyer de Ruhuma. Quatre religieuses y vivent avec 7 ou 8 femmes.

### XXIesiècle
En novembre 2008, afin de répondre au besoin d'accueil de populations migrantes et face à la place disponible dans le monastère, le Conseil Provincial met une partie des bâtiments à la disposition d'associations accompagnant des migrants. L'accueil s'ouvre d'abord aux femmes, puis aux familles de multiples origines. En 2018, les 40 personnes migrantes accueillies ont définitivement quitté les lieux pour un nouveau lieu d'hébergement. Les religieuses, au nombre de quatre sur Nazareth ont rejoint la Maison-Mère à quelques mètres de là, laissant place à de nouveaux projets.
En avril 2018 un bailleur social achète le monastère afin de construire à la place des logements sociaux.
En 2019, l’association Art Project Partner investit temporairement les lieux avant leur destruction,, pour une exposition, « Arts au Couvent », dédiée à aux arts urbains.

## Architecture
Les architectes des bâtiments ne sont pas connus, de même que les matériaux utilisés pour la construction du monastère. L'architecture générale est purement pratique, le nombre de bâtiments a évolué selon les besoins et les époques. C'était au début un simple corps de ferme, au fur et à mesure des ailes se sont ajoutées, puis certains bâtiments ont été détruits.